# Arcidiocesi di Lahore
L'arcidiocesi di Lahore (in latino Archidioecesis Lahorensis) è una sede metropolitana della Chiesa cattolica in Pakistan. Nel 2023 contava 582.900 battezzati su 33.533.250 abitanti. È retta dall'arcivescovo Sebastian Francis Shaw, O.F.M.

## Territorio
L'arcidiocesi comprende i distretti civili di Lahore, Kasur, Sheikhupura, Nankana Sahib, Gujranwala, Sialkot, Narowal e Hafizabad nella provincia del Punjab in Pakistan.
Sede arcivescovile è la città di Lahore, dove si trova la cattedrale del Sacro Cuore.
Il territorio si estende su 23.069 km² ed è suddiviso in 30 parrocchie.

### Provincia ecclesiastica
La provincia ecclesiastica di Lahore, istituita nel 1994, comprende le seguenti suffraganee:
- la diocesi di Faisalabad,
- la diocesi di Islamabad-Rawalpindi,
- la diocesi di Multan.

## Storia
La regione del Punjab, nell'estremo nord dell'Hindustan, era stato toccato solo marginalmente dai missionari cattolici. I primi a giungere in queste terre furono i gesuiti, alla fine del XVI secolo, provenienti da Goa; la loro opera, grazie anche alla benevolenza degli imperatori Moghul, ebbe un iniziale successo, ma ben presto l'evangelizzazione di queste terre fu interrotta e nella prima metà del Settecento non era rimasto più niente del lavoro dei gesuiti.
Fu solo dopo la conquista britannica (1840-1849) che i missionari cattolici poterono fare ritorno nel Punjab, che ecclesiasticamente dipendeva dai vicari apostolici di Agra. Chiese cattoliche sorsero un po' ovunque (Lahore 1846, Jullundur 1847, Sialkot 1853, Multan 1859, Amritsar 1863), furono fondati conventi di religiose, e aperte scuole, pensionati e orfanotrofi retti da congregazioni religiose, soprattutto cappuccini provenienti da diverse province dell'Ordine. La missione riguardava quasi esclusivamente i bianchi, in particolare i soldati cattolici dell'esercito britannico di stanza nel Punjab, oppure membri cattolici dell'amministrazione coloniale.
La situazione era tuttavia precaria, sia perché mancava una vera e propria evangelizzazione degli indigeni, sia perché il numero dei missionari era sempre limitato e condizionato dalla disponibilità dei preti o religiosi europei a recarsi in India.
Il 21 settembre 1880 la Santa Sede decise l'erezione del vicariato apostolico del Punjab in forza del breve Intendentes di papa Leone XIII, ricavandone il territorio dal vicariato apostolico di Agra (oggi arcidiocesi). Primo vicario apostolico fu Paolo Tosi, cappuccino italiano della provincia emiliano-romagnola, fino a quel momento vicario apostolico di Patna (oggi diocesi di Allahabad).
Il 1º settembre 1886 per effetto della bolla Humanae salutis di papa Leone XIII il vicariato apostolico fu elevato al rango di diocesi. Il 7 giugno dell'anno successivo, con il breve Post initam, la nuova diocesi, denominata "diocesi di Lahore", entrò a far parte della provincia ecclesiastica di Agra. La nuova diocesi fu subito divisa in due il 6 luglio 1887 con la separazione del Kashmir che fu eretto in prefettura apostolica con il nome di Kafiristan e Kashmir (oggi diocesi di Islamabad-Rawalpindi).
Primo vescovo della diocesi di Lahore fu Charles-Jacques Mouard, cappuccino, già vicario apostolico delle Sychelles. L'organizzazione ecclesiastica del Punjab favorì l'inizio di una missione e dell'apostolato verso gli indiani.
Con il decreto Cum Lahorensis del 15 novembre 1888 la Congregazione di Propaganda Fide affidò ufficialmente ai cappuccini della provincia belga la missione nella diocesi di Lahore, con il compito di lavorare principalmente alla "conversione degli infedeli". Nel 1889 due gruppi di cappuccini belgi arrivarono a Lahore, per un totale di 19 religiosi; il 21 marzo anche il vescovo fece il suo ingresso in diocesi.
Gli inizi della missione nella diocesi non furono facili. Il vescovo Mouard morì prematuramente nel 1890. Il suo successore, Emmanuel Alfonso van den Bosch, non fece in tempo ad arrivare a Lahore, poiché un anno e mezzo dopo la sua nomina fu trasferito alla sede arcivescovile di Agra. Fu Godefroid Pelckmans (1893-1904) il vero organizzatore e l'iniziatore della missione nel Punjab. A lui si devono la costruzione del palazzo vescovile, ultimato nel 1899, e della cattedrale, consacrata nel 1907. Durante il suo episcopato sorsero numerose scuole cattoliche e altre congregazioni religiose vennero in diocesi a dare man forte all'opera di evangelizzazione.
Una delle principali e originali opere missionarie istituite nella diocesi di Lahore furono le "colonie agricole", sul modello delle riduzioni gesuite del Sudamerica. Questi villaggi cristiani raggruppavano per lo più i fuori-casta, le persone escluse dalla società indiana, gli intoccabili, attorno ad un progetto agricolo istituito dai missionari. La prima fondazione fu quella di Mariabad eretta nel 1892 su un terreno di quasi 300 ettari di proprietà dei cappuccini. Seguirono quelle di Khuspur nel 1900, Francisabad nel 1904, Antoniabad nel 1914 e Rahmpur nel 1918. Antoniabad comprendeva un enorme terreno di oltre 2.500 ettari nei quali coesistevano 6 villaggi cristiani.
Il successo della missione decise la Santa Sede ad istituire nuove circoscrizioni ecclesiastiche. Il 13 settembre 1910 la parte orientale della diocesi fu ceduta a vantaggio dell'erezione dell'arcidiocesi di Simla (oggi arcidiocesi di Delhi), di cui Lahore divenne suffraganea il 22 maggio 1913. Il 17 dicembre 1936 cedette la parte sud-occidentale del proprio territorio a vantaggio dell'erezione della prefettura apostolica di Multan, divenuta diocesi nel 1939.
Prima della divisione del 1936, la comunità cattolica della diocesi comprendeva oltre 53.000 battezzati e oltre 23.000 catecumeni, distribuiti in più di 2.000 villaggi, raggruppati in 22 stazioni missionarie o parrocchie.
Dopo la partizione dell'India e la guerra indo-pakistana del 1947-1948, la diocesi si trovò divisa in due dal confine di stato tra India e Pakistan, che divideva in due il Punjab. Lahore, sede vescovile e capitale storica del Punjab, si trovava ora in Pakistan.
Il 15 luglio 1950 i confini della diocesi furono fatti coincidere con quelli dello stato pakistano, ad eccezione dei territori dello Jammu, che rimasero sotto la giurisdizione dei vescovi di Lahore, dato che la questione politica non era ancora definita. Contestualmente, entrò a far parte della nuova provincia ecclesiastica di Karachi.
Il 17 gennaio 1952, con due distinte bolle, la diocesi di Lahore cedette la parte indiana del proprio territorio a vantaggio dell'erezione delle prefetture apostoliche di Kashmir e Jammu (oggi diocesi di Jammu-Srinagar) e di Jullundur (oggi diocesi).
Il 23 aprile 1994 la diocesi è stata elevata al rango di arcidiocesi metropolitana con la bolla Inter cotidiana di papa Giovanni Paolo II.

## Cronotassi dei vescovi
Si omettono i periodi di sede vacante non superiori ai 2 anni o non storicamente accertati.
- Paolo Tosi, O.F.M.Cap. † (27 settembre 1880 - 1886 dimesso)
- Charles-Jacques Mouard, O.F.M.Cap. † (10 agosto 1888 - 14 luglio 1890 deceduto)
- Emmanuel Alfonso van den Bosch, O.F.M.Cap. † (21 novembre 1890 - 2 maggio 1892 nominato arcivescovo di Agra)
- Godefroid Pelckmans, O.F.M.Cap. † (2 giugno 1893 - 3 agosto 1904 deceduto)
- Fabien-Antoine Eestermans, O.F.M.Cap. † (11 aprile 1905 - 17 dicembre 1925 dimesso[8])
  - Sede vacante (1925-1928)
- Hector Catry, O.F.M.Cap. † (28 marzo 1928 - 4 luglio 1946 dimesso[9])
- Marcel Roger Buyse, O.F.M.Cap. † (12 giugno 1947 - 12 marzo 1967 dimesso[10])
- Felicissimus Alphonse Raeymaeckers, O.F.M.Cap. † (12 marzo 1967 succeduto - 10 luglio 1975 dimesso)
- Armando Trindade † (10 luglio 1975 - 31 luglio 2000 deceduto)
- Lawrence John Saldanha (24 aprile 2001 - 7 aprile 2011 ritirato)
  - Sede vacante (2011-2013)
- Sebastian Francis Shaw, O.F.M., dal 14 novembre 2013
  - Benny Mario Travas,[1] dal 15 agosto 2024 (amministratore apostolico sede plena)

## Statistiche
L'arcidiocesi nel 2023 su una popolazione di 33.533.250 persone contava 582.900 battezzati, corrispondenti all'1,7% del totale.
| anno | popolazione | popolazione | popolazione | presbiteri | presbiteri | presbiteri | presbiteri                | diaconi | religiosi | religiosi | parrocchie |
| anno | battezzati  | totale      | %           | numero     | secolari   | regolari   | battezzati per presbitero | diaconi | uomini    | donne     | parrocchie |
| ---- | ----------- | ----------- | ----------- | ---------- | ---------- | ---------- | ------------------------- | ------- | --------- | --------- | ---------- |
| 1950 | 78.429      | 15.000.000  | 0,5         | 42         | 2          | 40         | 1.867                     |         | 5         | 102       |            |
| 1970 | 156.240     | 6.448.575   | 2,4         | 50         | 8          | 42         | 3.124                     |         | 58        | 168       |            |
| 1980 | 166.000     | 10.371.000  | 1,6         | 57         | 13         | 44         | 2.912                     |         | 59        | 168       | 21         |
| 1990 | 425.603     | 20.250.000  | 2,1         | 53         | 20         | 33         | 8.030                     |         | 76        | 202       | 25         |
| 1999 | 505.883     | 22.000.000  | 2,3         | 61         | 30         | 31         | 8.293                     |         | 90        | 214       | 25         |
| 2000 | 511.226     | 23.000.000  | 2,2         | 61         | 30         | 31         | 8.380                     |         | 90        | 214       | 25         |
| 2001 | 514.226     | 23.500.000  | 2,2         | 72         | 29         | 43         | 7.142                     |         | 102       | 223       | 25         |
| 2002 | 550.000     | 23.030.000  | 2,4         | 69         | 32         | 37         | 7.971                     | 1       | 52        | 203       | 26         |
| 2003 | 560.463     | 24.000.000  | 2,3         | 47         | 32         | 15         | 11.924                    | 1       | 29        | 197       | 25         |
| 2004 | 570.000     | 25.000.000  | 2,3         | 72         | 30         | 42         | 7.916                     |         | 58        | 215       | 24         |
| 2013 | 412.000     | 27.582.000  | 1,5         | 70         | 31         | 39         | 5.885                     |         | 69        | 561       | 27         |
| 2016 | 389.000     | 29.328.000  | 1,3         | 73         | 31         | 42         | 5.328                     |         | 141       | 558       | 27         |
| 2019 | 581.100     | 31.101.400  | 1,9         | 99         | 42         | 57         | 5.869                     |         | 130       | 490       | 29         |
| 2021 | 581.000     | 32.294.485  | 1,8         | 86         | 36         | 50         | 6.755                     |         | 96        | 453       | 30         |
| 2023 | 582.900     | 33.533.250  | 1,7         | 88         | 37         | 51         | 6.623                     |         | 85        | 404       | 30         |